# Tanguy (roman)
Pour les articles homonymes, voir Tanguy.
Tanguy, histoire d'un enfant d'aujourd'hui est le premier roman de Michel del Castillo, publié en 1957.

## Résumé
En grande partie constitué d'éléments autobiographiques, le roman raconte l'enfance douloureuse de l'écrivain, victime de la Seconde Guerre mondiale. Fait prisonnier dans un camp de concentration allemand, il est enfermé dans une maison de correction, Asile[Quoi ?] Toribio Durán, à Barcelone, puis accueilli dans un collège de jésuites, à Úbeda, en Andalousie.

## Citation dans la presse
Le 7 février 2017, Tanguy est cité par Élisabeth Badinter comme le roman qui a fait d'elle une « lectrice enragée », sur France Inter. 